# 캐나다의 대외 관계
캐나다의 대외 관계는 캐나다가 다른 정부 및 국가들과 맺는 관계이다. 캐나다는 다자주의 및 국제주의를 추구하는 경향이 있는 글로벌 문제에서의 역할로 중견국으로 인정받고 있다. 캐나다는 평화와 안보 증진, 분쟁 중재자 역할, 개발도상국에 대한 원조 제공으로 유명하다. "캐나다 외교의 황금기"는 캐나다 역사에서 캐나다가 외교 관계와 외교적 노력에서 높은 수준의 성공을 거둔 20세기 중반으로 여겨지는 시기를 말한다.

## 각국별 대외 관계

### 아시아

#### 대한민국
캐나다 군인들은 6.25 전쟁 당시 대한민국 방어에 참여하였다. 이후 양국은 긴밀한 외교 관계를 유지하며, 캐나다는 서울에 대사관을 두고 있고 대한민국은 오타와에 대사관과 몬트리올, 토론토, 밴쿠버에 총영사관을 운영하고 있다. 또한, 양국은 APEC, OECD, G20 등 주요 국제기구의 정회원국으로서 다양한 분야에서 협력하고 있다.

### 유럽

#### 영국
캐나다는 1926년 7월 1일, 영국과 외교 관계를 수립하였다. 양국은 모두 영연방 왕국에 속해 있다.
캐나다는 런던에 고등판무관부를 두고 있으며, 영국은 오타와에 있는 고등판무관부와 캘거리, 몬트리올, 토론토, 밴쿠버에 총영사관을 통해 캐나다에 공관을 두고 있다.
영국은 1783년부터 1931년까지 캐나다를 통치했으며, 1931년에 캐나다는 완전한 독립을 달성하였다.

#### 프랑스
캐나다와 프랑스는 캐나다-프랑스 의회 간 협회, 포괄적 경제무역협정(CETA), G8, G20, NATO, 국제 프랑코포니 기구, 그리고 유엔의 회원국이다.
2007년과 2008년에 프랑스 대통령 니콜라 사르코지가 , 캐나다 총리 스티븐 하퍼와 퀘벡 주 총리 장 샤르스트와 함께 캐나다-유럽 연합 자유무역협정 체결을 지지하는 발언을 하였다.
2008년 10월, 사르코지는 퀘벡 주 의회에서 연설한 최초의 프랑스 대통령이 되었다. 연설에서 그는 퀘벡 분리주의에 반대 의사를 표명했으나, 퀘벡을 캐나다 내 하나의 민족으로 인정하였다. 그는 프랑스에게 캐나다는 친구이고, 퀘벡은 가족이라고 말했다.

### 아메리카

#### 미국
캐나다와 미국의 관계는 200년이 넘는 역사를 지니고 있으며, 영국 식민지 시절의 공통된 유산, 미국 초기 시절의 갈등, 그리고 현대 세계에서 가장 성공적인 국제 관계 중 하나로 발전해왔다.
가장 심각한 갈등은 미영 전쟁으로, 당시 미국이 영국령 북아메리카를 침공했고 이에 대해 영국-캐나다 군대가 반격을 가했다. 전쟁 이후 국경은 비무장 지대로 설정되었으며, 소규모 침입을 제외하고는 평화가 유지되고 있다.
군사 협력은 세계 대전 시기에 시작되어 냉전 기간에도 계속되었으나, 캐나다는 일부 미국 정책에 대해 의구심을 갖기도 했다. 미국과 캐나다 간의 활발한 무역과 인구 이동은 두 나라를 더욱 가깝게 만들었으나, 캐나다는 인구, 부, 부채 면에서 10배나 큰 이웃 나라에 의해 압도될 수 있다는 우려도 지속되고 있다.
현재 캐나다와 미국은 세계 최대의 교역 상대국이며, 세계에서 가장 긴 국경을 공유하고 있고ref>“The world's longest border”. 2015년 7월 4일에 원본 문서에서 보존된 문서. 2008년 4월 1일에 확인함.</ref>, 방위 분야에서도 높은 수준의 상호 운용성을 유지하고 있다.